# ÁBI
ÁBI(1998년 ~ )는 미국의 가수다. 2018년 싱글 《우리 다시》로 데뷔했다.

## 방송
- K팝 스타 3 (2013) - Top18(14위)